# Monte Cridola
De Monte Cridola is een berg gelegen in de Karnische Alpen op de grens van de Italiaanse regio's Friuli-Venezia Giulia en Veneto. De berg heeft een hoogte van 2581 meter. 